# Chaetopappinae
Chaetopappinae es una subtribu perteneciente a la subfamilia Asteroideae dentro de las asteráceas.

## Descripción
Las especies de esta subtribu son herbáceas no  muy altas, ya que tienen un tamaño de (1-30 cm) con raíces rizomatosas, los tallos erectos (o postrados en Monoptilon) y ramificados. Algunas especies tienes pelos erizados ( Monoptilon ). Las hojas están divididas en basales y caulinares. La disposición a lo largo del tallo es alterna. Son sésiles o pecioladas,  lineales a oblanceolata - obovadas o espatuladas. Los bordes son  enteros. Las  inflorescencias se forman en cabezales formados por un tallo que soporta una carcasa compuesta de varias escalas que sirven como protección para el receptáculo en el que se encuentran dos tipos de flores: las flores externas liguladas, y las flores internas tubulares. Los capítulos son cilíndricos en forma de la campana semiesférica en ( Monoptilon ), y el tamaño que varía de 4-6 mm x 2-10 mm. Las escalas son de 10 a 50 dispuestas sobre 2 a 6 series (en una serie Monoptilon ) en forma de elíptica a linear-lanceolada; no son todas iguales y los márgenes son de color blanco. El receptáculo es plano o ligeramente convexo, liso y desnudo (sin lana). Las flores liguladas son de 6 a 24, del sexo femenino y fértiles,  de color blanco, rosa, azul o púrpura. Las flores del disco central son de 5 a 40 y son hermafroditas y fértiles, son de color amarillo, con 5 lóbulos. Las frutas son aquenios cilíndricos con un poco de nervio / costillas longitudinales (hasta 10). El vilano es persistente con treinta cerdas dispuestas en una serie (dos series en Monoptilon );. 

## Distribución
Las especies de este grupo se solo se distribuyen en EE. UU. y México.

## Géneros
Los dos géneros que componen la subtribu recientemente se agruparon en Chaetopappinae. En particular se han aclarado algunas diferencias con el género Pentachaeta (que  permanece separado de la subtribu) y la especie Chaetopappa elegans que ha sido transferida al género Ionactis. Aunque el género Monoptilon filogenéticamente ha demostrado encontrarse en el "grupo hermano" de Chaetopappa .
La subtribu comprende 2 géneros con 13 especies.
- Chaetopappa DC., (1836) (11 spp.)
- Monoptilon Torr. & A. Gray ex A. Gray, (1845) (2 spp.)

## Galería con algunas especies

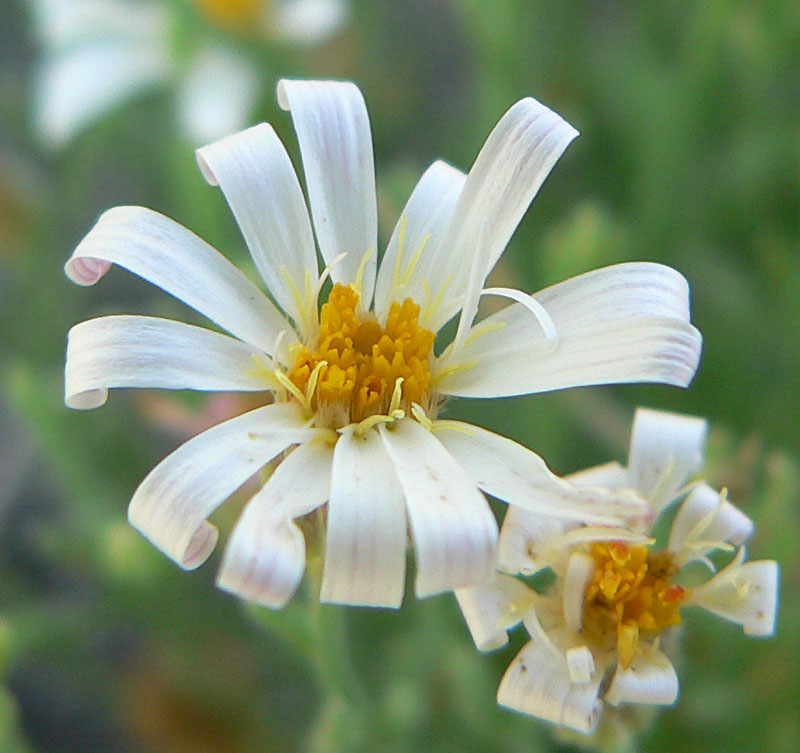
Chaetopappa ericoides
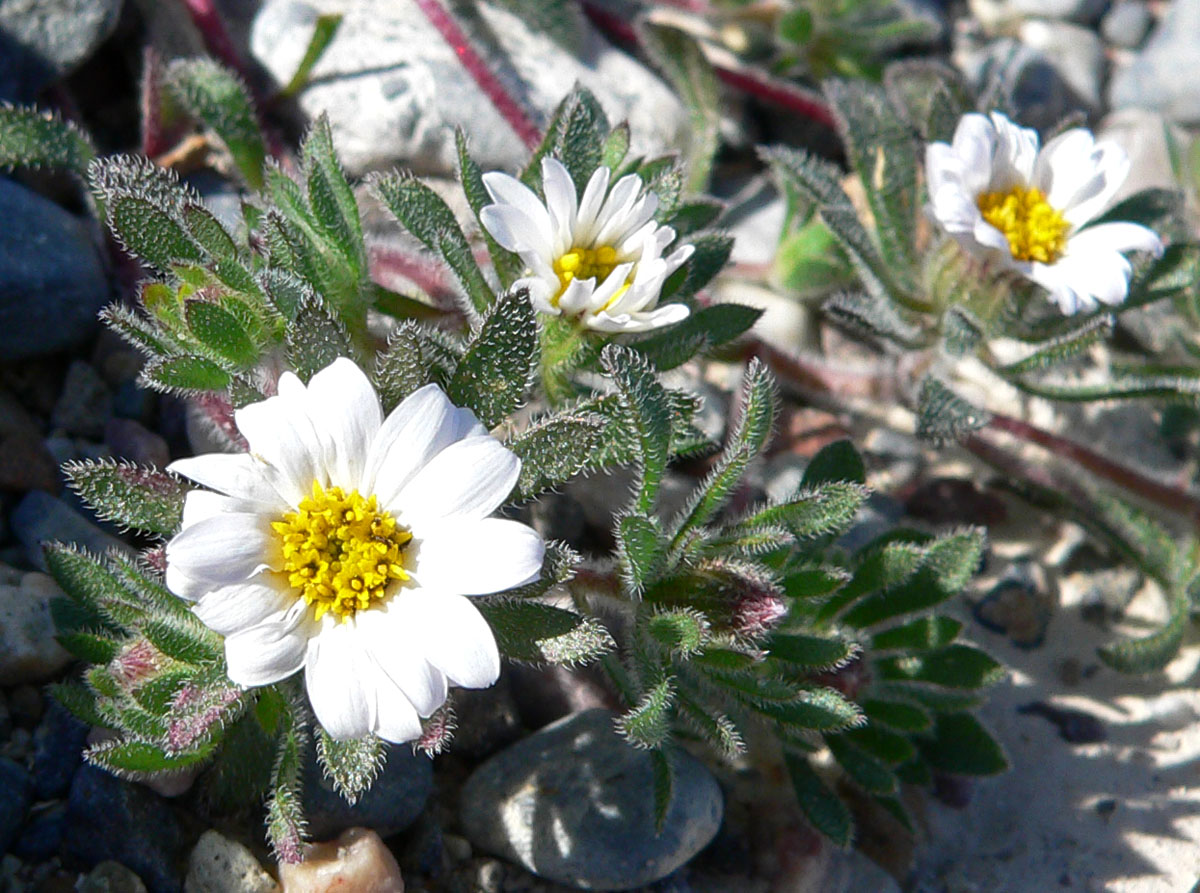
Monoptilon bellioides